# Angus Houston

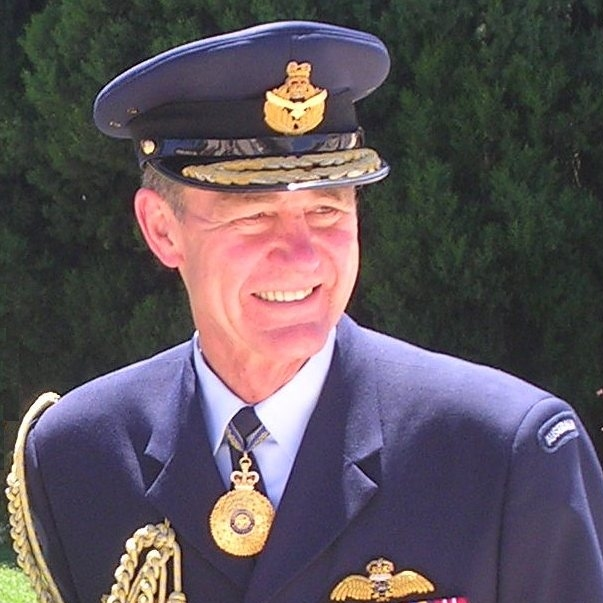
Angus Houston (2009)

Air Chief Marshal Allan Grant Angus Houston (* 9. Juni 1947 in Ayrshire, Schottland, Vereinigtes Königreich) ist ein australischer Offizier der Royal Australian Air Force im Ruhestand.

## Werdegang
Houston war als 18-Jähriger bereits 193 cm groß, weswegen er für den Dienst in der britischen Royal Air Force als zu groß abgelehnt wurde. Er wollte hier seinem Vater nachfolgen, der im Zweiten Weltkrieg über Belgien abgeschossen wurde. Als 21-Jähriger emigrierte Houston aus seiner schottischen Heimat nach Australien. Er arbeitete zunächst in einem Bahnhof in Western Australia, wo er eines Tages ein Werbeplakat der australischen Luftwaffe sah. 1970 trat er in die Royal Australian Air Force ein und wurde Hubschrauberpilot. Aufgrund seiner schottischen Herkunft bekam er von seinen Kameraden den Spitznamen „Angus“ verpasst. Der Name blieb ihm erhalten.
Zu seinen Aufgaben, während seiner militärischen Laufbahn gehörten Luftkartographierung, die Arbeit als Fluglehrer und Seerettungseinsätze. 2001 wurde er zum Chief of the Air Force ernannt. In dieser Funktion beaufsichtigte er die Militäroperationen in Osttimor, im Irak und in Afghanistan. Am 4. Juli 2005 folgte die Ernennung zum Chief of the Defence Force. Diesen Posten hatte er bis zu seiner Entlassung in den Ruhestand am 4. Juli 2011 inne.

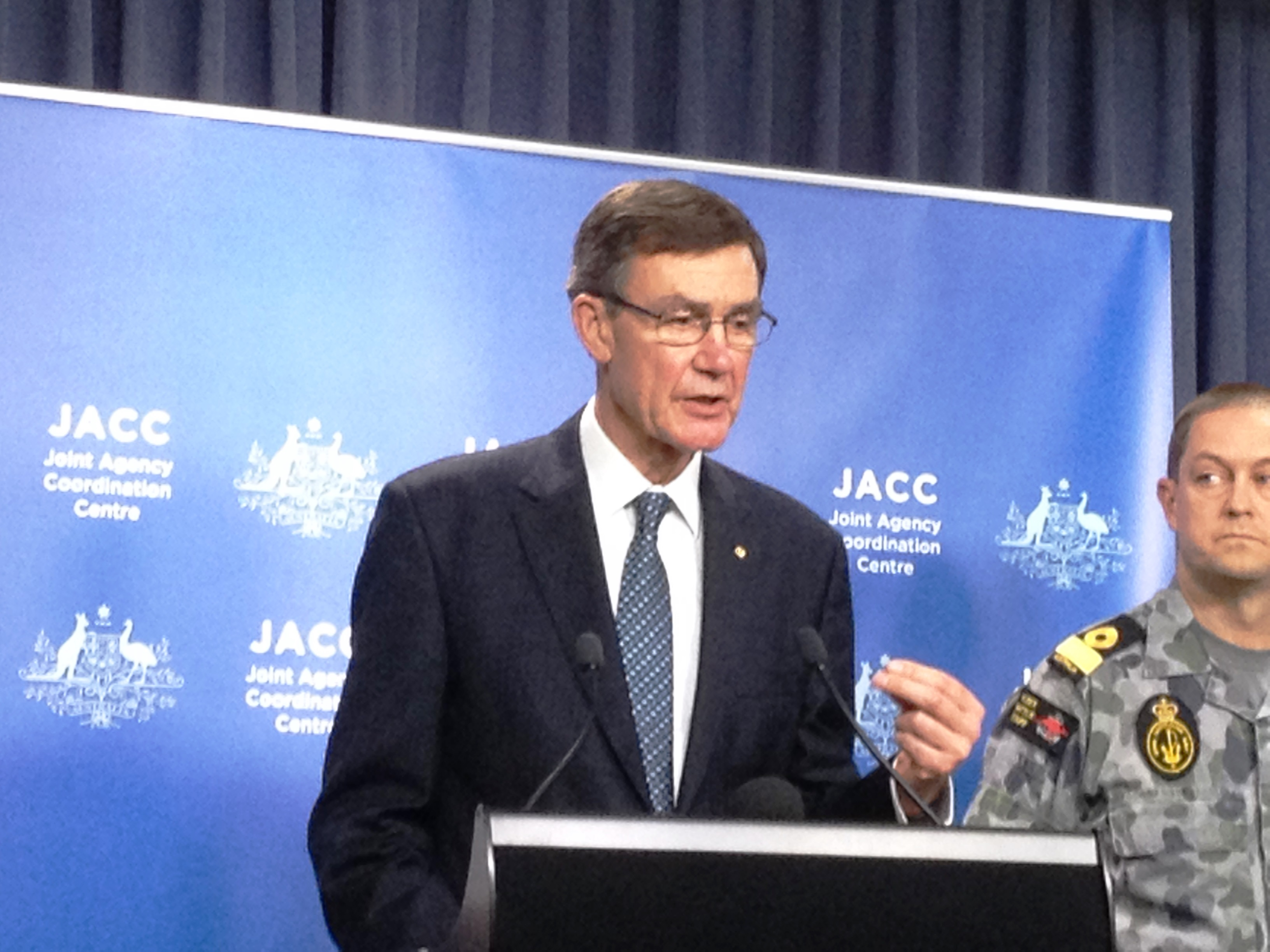
Angus Houston bei einer Pressekonferenz der Joint Agency Coordination Center (2014)

2012 leitete Houston das Expertengremium für Asylbewerber. Im Juli 2014 wurde er zum Sonderbeauftragten des Premierministers ernannt, um Australiens Bemühungen zur Bergung, Identifizierung und Rückführung der bei dem Absturz der Malaysia Airlines MH 17 getöteten Australier zu leiten. Außerdem leitete Houston das Joint Agency Coordination Center, das die Unterstützung der australischen Regierung für die Suche nach vermissten Malaysia Airlines-Flug MH 370 im Jahr 2014 koordinierte.
Bereits seit 2011 arbeitete Houston mit der der australischen University of the Sunshine Coast (USC) zusammen. Er war Vorsitzender des QMNI-Stiftungsrates und engagierte sich bei der Gründung des Sunshine Coast Mind and Neuroscience–Thompson Institute. Seit 2017 ist Houston Kanzler der USC.
Houston ist Vorsitzender des Airservices Australia, des das Defense South Australia Advisory Board, dem Rat des Order of Australia, der Victorian Police Corporate Advisory Group, des Canberra Advisory Board der University of NSW und des Canberra Symphony Orchestra. Außerdem ist er Vorstandsmitglied des Lowy Institute for International Policy, der Australian Cancer Research Foundation, des Anzac Centenary Public Fund Board und des Greater Good Canberra. Zudem ist Houston Gaststipendiat des Australian National University National Security College und des südaustralischen Sonderbeauftragten für internationalen Handel und Investitionen und Schirmherr vieler gemeinnütziger Organisationen.

## Auszeichnungen
1980 erhielt Houston das Air Force Cross für die Rettung dreier Seeleute aus der stürmischen See vor New South Wales. 2011 verlieh ihm Osttimors Präsident José Ramos-Horta die Medal des Ordem de Timor-Leste.
2011 wurde Houston zum Australian Father of the Year und 2012 zum ACT Australian of the year gewählt. Am 26. Januar 2015 wurde er Knight des Order of Australia für seine Verdienste bei den Nachforschungen zu MH 17 und MH 370.
Von der University of New South Wales wurde Houston im November 2015 die Ehrendoktorwürde verliehen. Im Dezember 2016 folgte von der Australian National University die Ehrendoktorwürde in Jura.

## Privates
Houston hat mit seiner Frau Liz zusammen drei Söhne und drei Enkel.